# Figlie di Nostra Signora del Sacro Cuore (Napoli)
Le Figlie di Nostra Signora del Sacro Cuore sono un istituto religioso femminile di diritto pontificio: le suore di questa congregazione pospongono al loro nome la sigla F.N.S.S.C.

## Storia
La congregazione fu fondata a Montefalcione il 31 maggio 1888 da Ida Cassi con il sostegno dell'arcivescovo di Benevento, il cardinale Camillo Siciliano di Rende: il cardinale aveva risieduto a lungo a Parigi come nunzio apostolico e cercò di organizzare il nascente istituto secondo il modello dell'omonima congregazione francese d'Issoudun.
La sede principale della congregazione fu trasferita nel 1892 a Palma Campania e poi a Napoli nel 1911.
Nel 1950 la congregazione si aprì al lavoro nelle missioni inviando le prime suore in Ceylon.
L'istituto ricevette il pontificio pro-decreto di lode il 3 luglio 1894 e fu aggregato all'Ordine dei Frati Minori il 30 maggio 1914.

## Attività e diffusione
Le religiose si dedicano all'educazione morale e civile della gioventù, specialmente di quella povera.
Oltre che in Italia, la congregazione è attiva nella Repubblica Democratica del Congo e in Sri Lanka; la sede generalizia è sulla via Cassia, a Roma.
Alla fine del 2015 l'istituto contava 154 religiose in 24 case.